# María Gómez García de la Banda
María Gómez García de la Banda (Madrid, 16 de febrer de 1987) és una periodista, autora literària, presentadora de televisió i de ràdio espanyola. Va presentar Enred@d@s de La 1 al costat de Sara Escudero, col·labora a Zapeando de La Sexta, a Tarde lo que tarde de Radio Nacional de España i en al programa matinal radiofònic Anda ya de Los 40 i col·laboradora del programa Colgados del aro.

## Carrera

### Formació
Nascuda a Madrid, es va traslladar a Solsona amb 12 anys. María Gómez és llicenciada en Publicitat i Relacions Públiques i graduada en Planificació Estratègica i Creativitat Publicitària, per la Universitat Pompeu Fabra de Barcelona i Llicenciada en Periodisme, per la Universitat Carles III de Madrid.

### Ràdio
La seva carrera com a periodista comença a la Cadena SER, a Madrid, on porta treballant des del 2010. Ha exercit de productora i redactora en programes com A vivir que son dos dies, Acento Robinson, El Mundo Today, Si amanece nos vamos o La vida moderna. També ha col·laborat en diferents formats de l'emissora M80 Radio, com Morning80.
El 2014 fa el salt als micròfons de M80 Radio i copresenta el programa matinal 80 y la madre durant dues temporades, amb José Antonio Ponseti. El 2016 copresenta l'hora de cultura al programa despertador Arriba España al costat de Juan Luis Cano, durant una temporada, també a M80 Radio.
Ha creat, dirigit i presentat el seu propi projecte a ràdio: XXI Gramos. Un programa de ràdio documental per a la Cadena SER. A més, des del 2015 col·labora a l'edició d'estiu de La ventana, a la mateixa emissora.
En 2017 s'incorpora a l'equip del programa Anda ya, a Los 40, com a col·laboradora amb una secció de cinema i televisió.
Des de setembre de 2020, col·labora al magazín Tarde lo que tarde, de RNE.
El 2021 torna a Zapeando com a col·laboradora i presentadora substituta.

### Televisió
A la televisió, comença a la delegació d'informatius de TV3 a Madrid, el 2011. Més tard, el 2016, col·labora al magazín d'actualitat Likes, de Movistar+ a #0, durant una temporada. Paral·lelament, copresenta amb Miki Nadal el programa humorístic de futbol 90 Minuti, a Real Madrid TV, durant dues temporades.
Ha copresentat el programa musical A toda pantalla, juntament amb Darío Manrique, a Cuatro, cadena en la qual també va col·laborar en el programa Dani & Flo. També ha estat la veu en off conductora del programa Bienvenidos a mi hotel, a Cuatro.
Va ser part de l'equip de periodistes desplaçats a Rússia al Mundial de futbol 2018 per a Mediaset Espanya.
Durant la temporada 2018-2019 va presentar Ese programa del que usted me habla a La 2 de TVE. El juny de 2019 es va confirmar que el programa no seria renovat per a una nova temporada.
El juliol de 2019, va començar a col·laborar al magazín matinal estiuenc A partir de hoy a La 1 de TVE que va obtenir continuïtat per a la temporada completa 2019-2020.
El novembre de 2019 va participar interpretant-se a si mateixa com a reportera d'informatius i que va acabar com una de les "segrestades" a El gran secuestro per a Playz.
El setembre del 2020 va representar el programa La primera pregunta, juntament amb Lluís Guilera, a La 1 de TVE.
En novembre de 2020 va participar com convidada en el programa Cocina al punto con Peña y Tamara, de TVE.
Des de l'estiu de 2021 treballa com a col·laboradora al programa Zapeando, de La Sexta.
El desembre de 2021 participa com a convidada en tres programes, en la nova temporada de Pasapalabra d'Antena 3.
En gener de 2022 va participar com convidada en el concurs Atrápame si puedes Celebrity, de Telemadrid.
El març de 2022 va presentar a Movistar+ el lliurament dels premis Oscar 2022 juntament amb María Guerra.
Des de maig fins a agost de 2022 va presentar a La 1 l'espai Enred@d@s al costat de Sara Escudero.
Des de setembre de 2022 presenta a RTVE Catalunya l'espai Va de verd.
El setembre de 2022 va participar novament com a convidada en tres programes, en la nova temporada de Pasapalabra.
El setembre de 2022, a TCM participa en el programa Cara a cara: Stephen King según María Gómez y Paco Plaza, per analitzar, juntament amb el director de cinema Paco Plaza, la trajectòria d'aquest autor, dins del cicle que aquesta cadena de televisió li va dedicar amb motiu del 75è aniversari.
El febrer de 2023, a La 1, inicia la seva col·laboració en el programa d'humor Vamos a llevarnos bien presentat per Ana Morgade.
El març de 2023, a TV3, va participar com a convidada al programa Zona Franca, conduït per Danae Boronat.
El març de 2023 va presentar a Movistar+ el lliurament dels Premis Oscar 2023 també al costat de María Guerra.
En abril de 2023 participa com a convidada en tres programes, en la nova temporada de Pasapalabra, presentat per Roberto Leal i amb la participació d'Eva González, Josema Yuste i Marwán.

### Altres
El març de 2020 va presentar el llibre La chica de nieve, de Javier Castillo. La presentació es va realitzar per Instagram i va ser la primera presentació d'un llibre realitzada durant la quarantena imposada per la pandèmia del coronavirus.
L'octubre de 2022, al Teatre Apolo de Madrid va presentar el llibre Todo arde, de Juan Gómez Jurado

### Obra literària
En 2021 va publicar Odio en las manos, el seu primer llibre, una novel·la en què la protagonista és una jove psicòloga a la qual una pacient, policia de professió, li anuncia un crim que pretén cometre.

## Reconeixements
El 2017 la revista Forbes España la va incloure a la seva llista 30 under 30 de professionals joves més influents d'Espanya, i va ser-ne a més la presentadora de la gala.